# Orlando Letelier
Orlando Letelier del Solar (Temuco, 13 aprile 1932 – Washington, 21 settembre 1976) è stato un diplomatico e politico cileno, attivista politico contro la dittatura di Augusto Pinochet.
Fu assassinato a Washington da agenti segreti della Dirección de inteligencia nacional (Direzione Nazionale dei servizi segreti del Cile), la polizia segreta di Augusto Pinochet, che fu probabilmente il mandante dell'omicidio.

## Biografia
Nacque a Temuco, figlio più giovane di Orlando Letelier Ruiz e Inés del Solar. Studiò allo Instituto Nacional e a sedici anni entrò nell'Accademia Militare Chilena, dove concluse l'istruzione secondaria. Abbandonò poi la carriera militare per iscriversi all'Università del Cile, dove fu laureato avvocato nel 1954. Nel 1955, entrò a far parte del nuovo Ufficio del rame (Departamento del Cobre, oggi CODELCO), dove lavorò fino al 1959 come analista e ricercatore. Fu quindi licenziato per aver appoggiato la seconda campagna elettorale presidenziale di Salvador Allende, che in quell'occasione fu sconfitto.
La famiglia Letelier dovette riparare in Venezuela, dove Orlando divenne consulente per il rame del ministro delle finanze. Da lì, Letelier si fece strada fino a entrare a far parte fin dalla fondazione della Banca interamericana per lo sviluppo, dove finì col diventare senior economist e direttore della divisione prestiti. Fu anche uno dei consulenti dell'ONU responsabili della fondazione della Banca di Sviluppo Asiatico. Sposò Isabel Margarita Morel Gumucio il 17 dicembre, 1955, dalla quale ebbe quattro figli: Christian, Jose, Francisco, e Juan Pablo.

### La carriera politica
Il suo debutto nella vita politica avvenne all'Università del Cile, dove fu il rappresentante dell'Unione degli Studenti. Nel 1959 si iscrisse al partito socialista (PS). Nel 1971 il Presidente Allende lo nominò ambasciatore negli Stati Uniti riconoscendogli qualità peculiari di leadership, piuttosto rare tra i rivoluzionari latinoamericani dell'epoca: tra le altre, la sottile comprensione delle complesse politiche americane e la profonda conoscenza, dall'interno, dell'industria del rame, materia prima strategica per il Cile. La sua missione specifica consisteva proprio nel far accettare agli Stati Uniti la recente nazionalizzazione cilena di quell'industria.
Nel corso del 1973 Letelier fu richiamato in patria, dove divenne ministro degli affari esteri, poi dell'interno e infine della difesa. Nel colpo di Stato dell'11 settembre 1973 fu il primo membro di alto livello dell'amministrazione Allende a essere fermato e arrestato al suo arrivo al Ministero della difesa. Rimase per 12 mesi in diversi centri di detenzione, dove subì pesanti torture: prima fu portato nella caserma del Reggimento Tacna, poi all'Accademia militare; successivamente, rimase per 8 mesi in una prigione politica sull'isola di Dawson.
Di lì venne trasferito all'Accademia militare aeronautica, e infine nel campo di concentramento di Ritoque, dove venne infine improvvisamente liberato nel settembre del 1974 per le pressioni del Governatore di Caracas Diego Arria, alla condizione che lasciasse immediatamente il Cile. Dopo il rilascio, riparò dapprima con la famiglia a Caracas, per poi scegliere di trasferirsi a Washington, come gli aveva proposto di recarsi lo scrittore statunitense Saul Landau. Ci arrivò nel 1975, per diventare membro esperto dell'Institute for Policy Studies (Istituto di studi politici, in sigla IPS), un centro di ricerca sulla politica internazionale di derivazione kennedyana, al quale talvolta collaborava lo stesso Landau.
Divenne anche direttore del  Transnational Institute (TNI), un centro di ricerca indipendente con sede ad Amsterdam, e insegnò alla Scuola per il servizio internazionale dell'Università Americana di Washington. Lavorò intensamente, scrivendo, tenendo discorsi e organizzando gruppi di pressione sul Congresso americano e i governi europei contro il regime di Pinochet, diventando in breve la voce più ascoltata della resistenza cilena. In più occasioni riuscì a evitare che governi europei, e gli stessi Stati Uniti, sostenessero finanziariamente il governo militare.

### L'attentato
Il 21 settembre 1976, a Washington, Orlando Letelier stava andando al lavoro con Ronni Karpen Moffitt, una collega dell'IPS, e suo marito Michael, sposato quattro mesi prima. Moffitt era un'attivista venticinquenne, procacciatrice di fondi che all'epoca gestiva un programma di aiuti per sviluppare l'educazione musicale tra i poveri, producendo strumenti musicali, fortemente impegnata nelle campagne per il ripristino della democrazia in Cile. Letelier era al volante con al fianco Ronni, mentre Michael sedeva sul sedile posteriore.
Appena entrati in Sheridan Circle, un'esplosione sollevò l'auto dalla strada, scagliandola contro una Volkswagen parcheggiata in divieto di sosta davanti all'ambasciata irlandese. Michael Moffitt riuscì a uscire dal lunotto posteriore. Vide sua moglie allontanarsi barcollando dall'auto e presumendo che stesse bene cercò di aiutare Letelier. Lo trovò ancora sul sedile di guida, sofferente e appena cosciente. La testa oscillante, gli occhi quasi vitrei, balbettava parole inintelligibili. Moffitt cercò di portarlo fuori dalla macchina, ma non ci riuscì, dato che l'esplosione ne aveva devastato la parte inferiore del corpo, mozzandogli le gambe.
A quel punto, si dedicò a Ronni, che era sdraiata a terra, soccorsa da un medico che stava passando in auto al momento dell'attentato. Ronni perdeva molto sangue dalla bocca. Entrambi i feriti furono quindi trasportati in ospedale, dove venne scoperto che un frammento metallico aveva reciso la carotide della donna. Ronni soffocò nel proprio sangue 47 minuti dopo la morte di Letelier, mentre miracolosamente suo marito aveva riportato solo una ferita leggera alla testa. Michael Moffitt ritenne che la bomba fosse esplosa alle 9,30 del mattino. Le cartelle dell'ospedale riportano alle 9,50 la morte di Letelier e alle 10,37 quella di Ronni Moffitt. La causa per entrambi fu riportata essere per ferite da esplosione di una bomba piazzata sotto la macchina all'altezza del sedile del guidatore.

## Le indagini

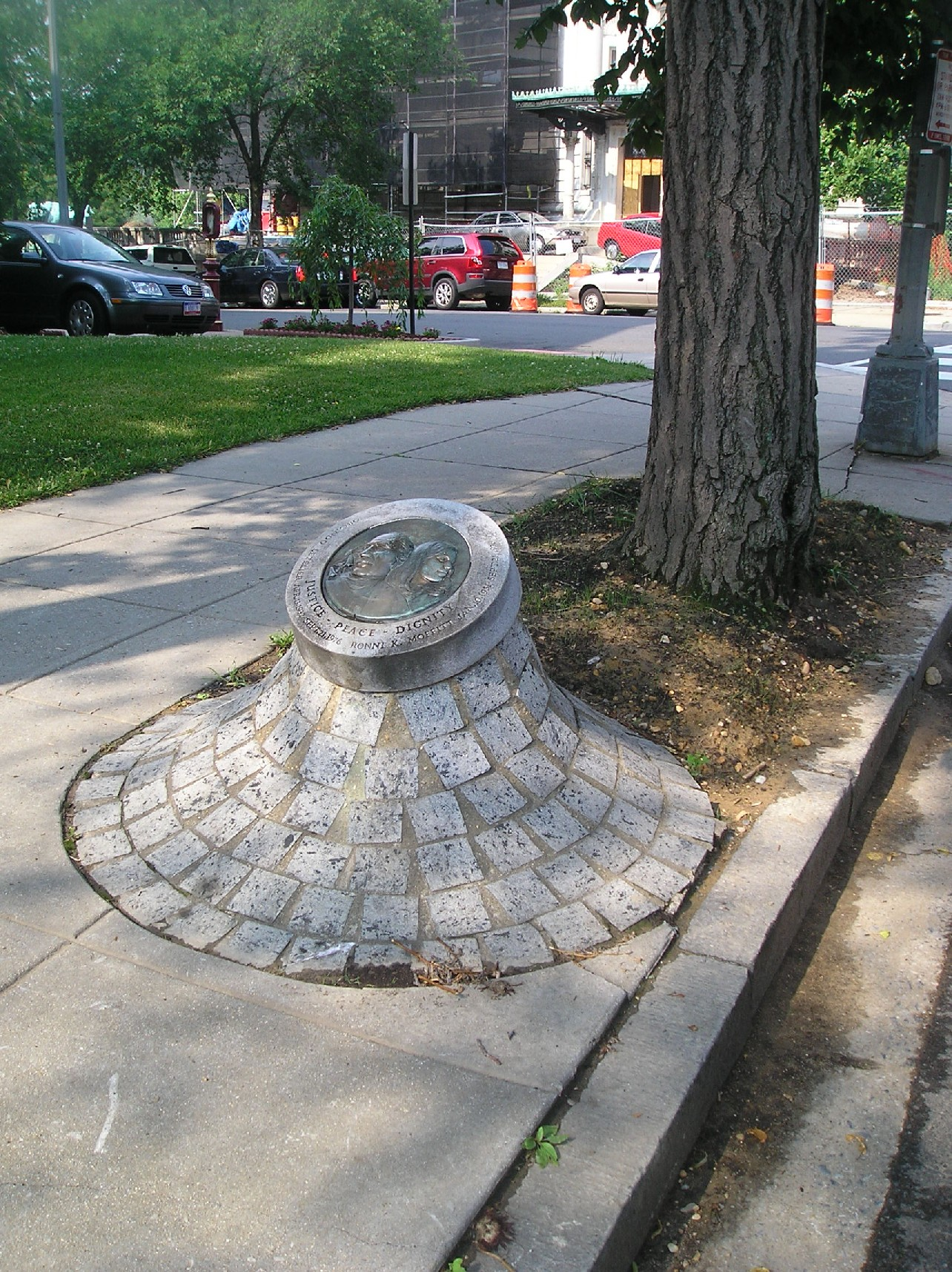
Memoriale a Sheridan Circle, Washington

L'FBI aveva concreti elementi per ritenere che Michael Townley, un emigrato statunitense in forza alla DINA, che in passato aveva collaborato con la CIA, avesse organizzato l'assassinio di Letelier. Townley e Armando Fernandez Larios, che pure era implicato nell'omicidio, avevano ottenuto i visti d'ingresso da George Landau, ambasciatore statunitense in Paraguay, su richiesta del governo paraguaiano e a dispetto del fatto che entrambi esibissero passaporti falsi. Nel 1978 il Cile accettò di estradare Townley negli Stati Uniti.
Durante il processo che si celebrò, Townley confessò di aver assoldato cinque esiliati cubani anticastristi per piazzare la bomba sotto l'auto di Letelier. Secondo Jean-Guy Allard vi furono consultazioni con dirigenti del CORU, una struttura di coordinamento tra esiliati cubani anticastristi che l'FBI ha ufficialmente definito terrorista, Coordination of United Revolutionary Organizations tra i quali Luis Posada Carriles e Orlando Bosch. Alla fine, per eseguire l'attentato furono scelti i cubano-americani José Dionisio Suárez, detto 'Massacro', Alvin Ross Díaz, Virgilio Paz Romero, e i fratelli Guillermo e Ignacio Novo Sampoll.
Secondo il Miami Herald, Luis Posada Carriles partecipò personalmente all'incontro che mise a punto i particolari dell'omicidio di Letelier e anche l'attentato al volo Cubana 455 di due settimane dopo. Townley accettò di fornire le prove contro gli indiziati dopo un accordo che prevedeva che si dichiarasse colpevole di un solo capo di accusa per concorso in omicidio, per il quale avrebbe ricevuto una condanna a dieci anni. Sua moglie Mariana Callejas accetto anch'essa di testimoniare contro di loro, in cambio del proscioglimento.
Il 9 gennaio 1979, cominciò il processo contro i fratelli Novo Sampoll e Diaz (il generale Pinochet aveva rifiutato di fare estradare Romero e Suarez, che erano funzionari della DINA). I tre imputati furono ritenuti colpevoli di omicidio. Guillermo Novo e Diaz ebbero l'ergastolo, mentre Ignacio fu condannato a ottanta anni di carcere. Townley venne liberato alle condizioni del Programma di protezione dei testimoni. Nel 1987, Larios fuggì dal Cile con l'aiuto dell'FBI, sostenendo di temere che Pinochet progettasse di assassinarlo, dato che si era rifiutato di prender parte ad azioni di spionaggio legate all'assassinio di Letelier.
Il 4 febbraio 1987, Larios si dichiarò colpevole di complicità nell'assassinio. In cambio della confessione e delle informazioni fornite sul complotto ordito contro Letelier, le autorità americane ritirarono le accuse contro di lui. Diverse altre persone furono inquisite e condannate per l'omicidio. Tra le altre, il generale Manuel Contreras, già capo della DINA, di cui faceva parte anche Pedro Espinoza Bravo. Entrambi vennero condannati da una corte cilena il 12 novembre 1993, rispettivamente a sette e sei anni di reclusione. Pinochet, che morì il 10 dicembre 2006, non è mai stato processato, sebbene anche Townley l'avesse indicato come responsabile dell'attentato.

### Presunzione che gli Stati Uniti sapessero
La presunzione che gli Stati Uniti sapessero in anticipo dell'attentato a Letelier si basa sulla corrispondenza del loro ambasciatore in Paraguay George Landau con il Dipartimento di Stato e altre agenzie governative. Quando Townley e il suo complice cileno cercarono di ottenere in Paraguay visti di categoria B2 per gli Stati Uniti, a Landau venne fatto sapere dai servizi segreti paraguaiani che scopo del viaggio era incontrare il generale Walters per questioni di competenza della CIA. Landau, insospettito da queste informazioni, telegrafò in patria per verificarle. I visti vennero revocati dal Dipartimento di Stato il 9 agosto 1976. Tuttavia, sotto gli stessi nomi, i due agenti della Dina avrebbero usato falsi passaporti cileni con visti diplomatici A2 per arrivare negli Stati Uniti e liquidare Letelier.
Lo stesso Townley sarebbe fuggito negli Stati Uniti con un altro passaporto cileno falso, e sotto altro nome. Landau però aveva tenuto copia delle richieste di visto che gli erano pervenute in Paraguay, e questo permise di documentare successivamente il coinvolgimento di Townley e della Dina con le richieste dei visti. Il 25 ottobre 1976 l'opinionista americano William F. Buckley, Jr. scrisse: "Gli investigatori statunitensi pensano che non sia verosimile che il Cile abbia voluto rischiare il rispetto che si era faticosamente guadagnato negli ultimi anni tra le nazioni occidentali inizialmente ostili alla sua politica con un'azione di questo tipo". Secondo Donald Freed, Buckley ha riciclato depistaggi fatti trapelare dal regime di Pinochet fin dal 1974.
Ha anche scoperto un'informativa che adombrava la possibilità che il fratello di Buckley, James, si fosse incontrato a New York con Townley e Guillermo una settimana prima dell'attentato a Letelier. Secondo John Dinges, coautore di Assassinio in Via dell'Ambasciata, documenti resi pubblici nel 1999 e 2000 provano che "la CIA avesse piena conoscenza del complotto assassino almeno due mesi prima che fosse messo in atto, ma omise di agire per impedirlo". Sapeva anche di un piano uruguaiano per uccidere il congressista Edward Koch, ma lo avvertì solo dopo la morte di Letelier.
Kenneth Maxwell sottolinea come i politici statunitensi fossero a conoscenza non solo dell'Operazione Condor ma in particolare che "...un gruppo cileno stesse organizzando il modo di entrare negli Stati Uniti". Un mese prima dell'assassinio di Letelier, Kissinger ordinò "... che i governanti sudamericani coinvolti devono essere informati del fatto che l'assassinio di sovversivi, politici e figure preminenti, sia dentro sia fuori dai confini di certi Paesi del Cono Sud creerebbe un serissimo problema morale e politico". Nella sua recensione dei libri di Peter Kornbluh Maxwell scrisse: "Apparentemente, questa direttiva non fu trasmessa: l'ambasciata degli Stati Uniti a Santiago obiettò che un monito così severo avrebbe irritato il dittatore, e che il 20 settembre 1976, alla vigilia dell'assassinio di Letelier e della sua assistente Ronni Moffitt, "il Dipartimento di Stato aveva dato disposizione agli ambasciatori di non intraprendere ulteriori azioni nel quadro dell'Operazione Condor [Maxwell, 2004, 18].

### Il caso della valigetta
Si presume che durante le indagini dell'FBI i documenti contenuti nella valigetta che portava con sé siano stati copiati, successivamente passati all'opinionista Rowland Evans e al conduttore tv Robert Novak del Washington Post prima di essere restituiti alla vedova. A quanto pare i documenti mostrano che Letelier fosse in contatto con i dirigenti dei diversi partiti che componevano l'alleanza di governo di Salvador Allende, Unità Popolare, sopravvissuti al golpe e riparati in gran parte a Berlino Est con l'aiuto del governo della Repubblica Democratica Tedesca. Evans e Novak sospettavano che costoro fossero stati reclutati dalla Stasi, l'agenzia di servizi segreti del regime comunista. I due giornalisti affermano che i documenti della valigetta dimostrassero che Letelier era in contatto con la figlia di Allende, Beatriz, che era sposata con un dirigente del controspionaggio cubano, Luis Fernandez Ona.
Secondo Novak ed Evans, Letelier riceveva 5.000 dollari al mese dal governo cubano, e sotto la supervisione di Beatriz Allende usava i suoi contatti all'interno dell'IPS e con le associazioni occidentali per la difesa dei diritti umani per organizzare una campagna all'interno delle Nazioni Unite per isolare il nuovo governo cileno. Si è ritenuto che queste pressioni contro il governo di Pinochet siano state attentamente coordinate dal governo cubano e da quello sovietico, che usavano individui come Letelier per realizzare la loro strategia.
Si ritiene altresì che la valigetta dovesse contenere anche l'agenda di Letelier, che conteneva i nomi di decine di persone sospettate di essere agenti al servizio del blocco comunista. la corrispondenza tra il cileno e i suoi corrispondenti cubani probabilmente passava attraverso Julian Rizo, che usava il suo status di diplomatico per coprire queste attività. Colleghi dell'IPS e l'amico Saul Landau descrivono però Evans e Novak come elementi di "un piano organizzato della destra". Nel 1980 la vedova di Letelier Isabel scrisse sul New York Times che i fondi spediti a suo marito da Cuba erano di provenienza occidentale, e che Cuba agiva da semplice intermediario.

### Questioni ancora aperte
In seguito alla morte di Pinochet nel dicembre del 2006, l'IPS chiede che siano resi pubblici tutti i documenti relativi all'omicidio di Letelier e Moffitt. Secondo l'Istituto, l'amministrazione Clinton aveva declassificato oltre 16.000 documenti relativi al Cile, ma continuava a mantenere segreti quelli relativi all'attentato sostenendo come il caso fosse ancora aperto e alla data le indagini fossero ancora in corso. L'IPS ammette che l'amministrazione Clinton ordinò di ripartire con l'inchiesta, inviando agenti in Cile alla ricerca di prove della responsabilità di Pinochet.
L'ex capo della polizia segreta cilena, Manuel Contreras, condannato come detto nel 1993 per il suo ruolo nella vicenda, dopo la sentenza ha rigirato le accuse contro il suo capo, sostenendo che tutti gli ordini erano stati emanati direttamente dal dittatore. Malgrado diverse fonti riportino che la bozza di un procedimento giudiziario per accertare il coinvolgimento di Pinochet fosse già pronta, l'amministrazione non ha dato alcun seguito alla cosa. Nel febbraio del 2007, Sarah Anderson, un portavoce dell'IPS dichiarò che le famiglie di Orlando e Ronni meritano di sapere la verità: rendere di pubblico dominio la documentazione inerente al loro assassinio è il minimo che la presidenza di George W. Bush possa fare per queste due vittime del terrorismo internazionale".

## Effetto politico del delitto
"L’assassinio di Orlando Letelier, ambasciatore negli Stati Uniti del governo Allende, e della sua segretaria Ronni Moffitt, cittadina statunitense, avvenuto a Washington il 21 settembre 1976 esasperò (...) i sentimenti di ostilità contro il regime di Santiago. Il sospetto che l’attentato fosse stato compiuto da agenti della Dirección Nacional de Informaciones (DINA) rese le politiche di acquiescenza con la dittatura militare cilena non più applicabili". Ciò indusse gli statunitensi a interrompere il loro esplicito sostegno all'Operazione Condor, anche se non cessò il sostegno indiretto al regime di Pinochet.